# Horizonte de eventos

Diagrama de espaço-tempo mostrando uma partícula uniformemente acelerada, P, e um evento E que está fora do horizonte aparente da partícula. O cone de luz dianteiro do evento nunca cruza a linha mundial da partícula.

O horizonte de eventos, popularmente conhecido como ponto de não retorno, é a fronteira teórica ao redor de um buraco negro a partir da qual a força da gravidade é tão forte que, nada, nem mesmo a luz, pode escapar pois a sua velocidade é inferior à velocidade de escape do buraco negro.
Em tal campo ocorre um paradoxo no qual as leis da física não podem ser diretamente aplicadas uma vez que resultam em absurdos matemáticos.
Na teoria da relatividade, o horizonte de eventos é um termo utilizado para as fronteiras do espaço-tempo, definido de acordo com um ponto observador, de onde os eventos não podem interagir com ele. A luz emitida de um lado do horizonte nunca chega ao observador, assim como tudo o que o cruza nunca mais é visto.